# Ebenopsis ebano
Ebenopsis ebano là một loài thực vật có hoa trong họ Đậu. Loài này được (Berland.) Barneby & J.W.Grimes miêu tả khoa học đầu tiên.

## Hình ảnh

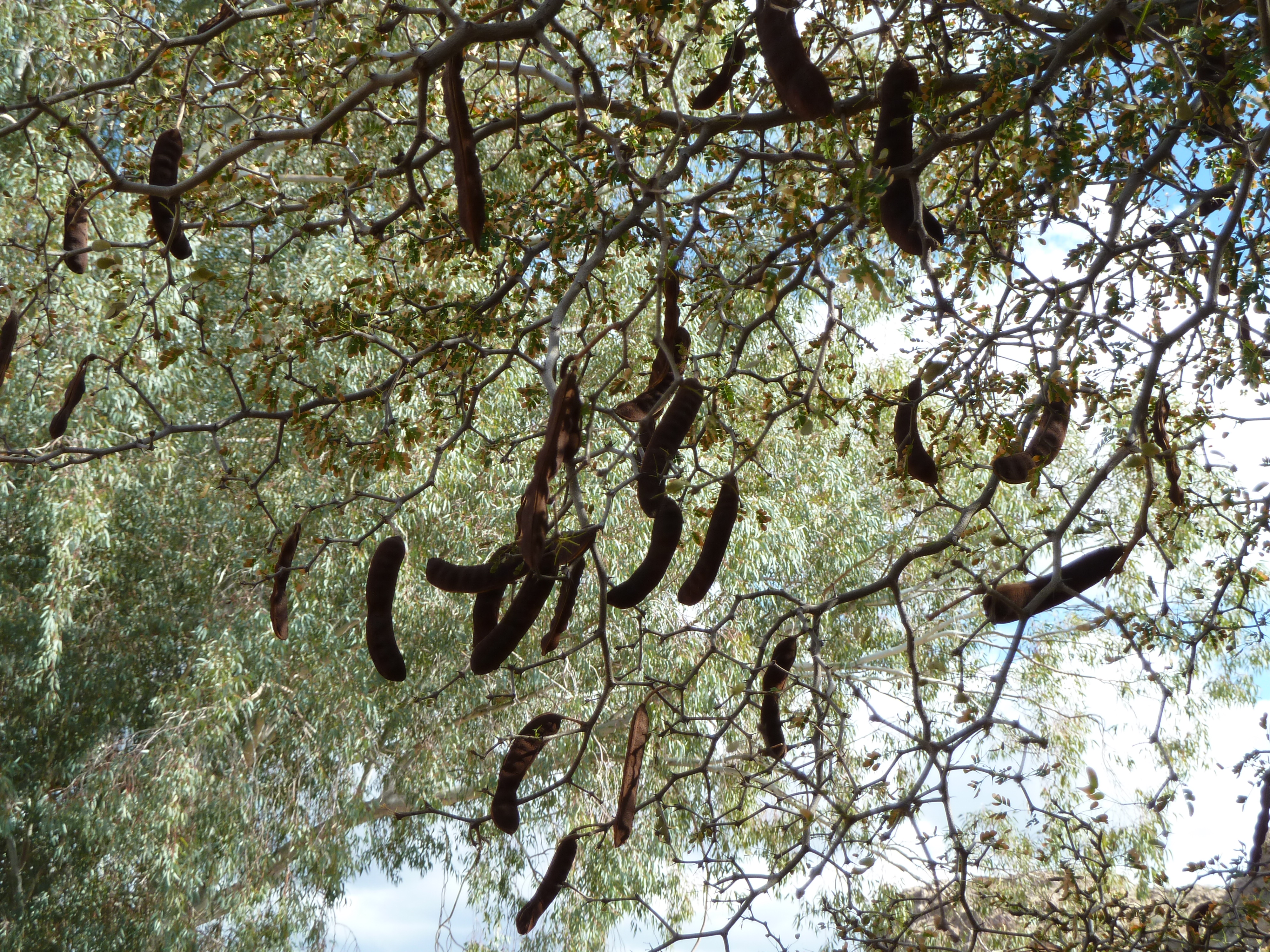